# Nicolae Densușianu
Nicolae Densușianu (n. 18 aprilie 1846, Densuș, Hunedoara – d. 24 martie 1911, București) a fost un jurist și istoric român. Acesta provenea dintr-o veche familie de nobili cu atributul „de Hațeg”.  
A fost membru corespondent al Academiei Române, care este cunoscut mai ales prin lucrarea sa pseudoștiințifică Dacia preistorică. 
Ca istoric, Densușianu s-a remarcat drept unul dintre continuatorii muncii lui Eudoxiu Hurmuzaki: a publicat între 1887 și 1897 șase volume de documente referitoare la istoria românilor. De prețuire s-au bucurat și monografia din 1884, intitulată Revoluțiunea lui Horea în Transilvania și Ungaria 1784-1785, și studiile sale numeroase de istorie militară. Influențat de Școala Ardeleană, a fost un adept al curentului latinist.
La fel ca și Bogdan Petriceicu Hașdeu, a atribuit ideile generației sale epocii anterioare și a avut obsesia elucidării începutului istoriei românilor, întreprindere în cursul căreia a apelat, în lipsa izvoarelor sigure, la tradiții, legende și folclor. A lucrat un sfert de secol la cartea Dacia preistorică, apărută postum, în 1913, care a fost descrisă de istorici contemporani și ulteriori drept o lucrare de fantezie. Dacă la momentul publicării opul a suscitat doar emulația unor istorici amatori, lovindu-se de profesionalismul școlii critice, el a devenit în timpul regimului comunist o sursă a curentului protocronist.

## Viața

Bustul lui Nicolae Densușianu, ridicat în satul Densuș, jud. Hunedoara

Fiul parohului unit din Densuș, Bizantius (Vizantie) Pop, și al Sofiei (n. Popovici), Nicolae a fost frate cu Aron Densușianu, poet și critic literar, profesor de limba latină la Universitatea din Iași. Fiul profesorului Aron a fost poetul Ovid Densușianu.
Numele familiei lui Nicolae era Pop, iar primul căruia i-a fost schimbat numele a fost fratele său Aron. Acesta, ajuns la Gimnaziul din Blaj, a primit numele Densușianu pentru a fi mai ușor deosebit de ceilalți elevi care purtau numele de Pop; noul nume a fost însușit ulterior și de Nicolae.
În 1865 Nicolae Densușianu a terminat liceul, iar examenele de maturitate (astăzi bacalaureat) le-a trecut cu laudabiliter valde bonum.
Octombrie 1865 îl găsește pe Nicolae înscris la Rechtsakademie, Academia de Drept, din Sibiu. Pe parcursul studiilor la această facultate este premiat de mai multe ori cu clasa prima cu distincțiune.
În anul 1870 Nicolae este notar al magistratului orașului Făgăraș. Tot în acest an depune o cerere pentru examenul de stat pentru avocatură, iar în 1872 primește dreptul de avocatură din partea Curții de Apel din Târgu Mureș și totodată depune jurământul de avocat în fața aceleiași curți. În Făgăraș reușește să scoată publicația Orientul Latin împreună cu fratele său Aron și cu Teofil Frâncu.
La data de 16 martie 1878 N. Densușianu este ales membru corespondent al Academiei Române în domeniul istoriei, în acea perioadă președintele Academiei fiind Ion Ghica, iar secretar B. P. Hasdeu.
Din 1878 N. Densușianu devine bibliotecar-arhivar la Academia Română și este însărcinat să efectueze o culegere de documente despre istoria României. În urma acestei misiuni atribuite de Academie, N. Densusianu a adunat în 38 de volume manuscris peste 783 de documente despre Revoluția lui Horea, Cloșca și Crișan și 125 de documente din perioada 1290 - 1800. Iată un citat din raportul care a urmat cercetării întreprinse de N. Densușianu: 
„În timpul de 15 luni, cât a ținut misiunea aceasta, am cercetat peste 12 biblioteci și 16 arhive. Am studiat peste tot locul diferitele colecțiuni de manuscrise și documente, ce pot să reverse o lumină nouă, sau să deschiză perspective mai vaste în domeniul istoriei noastre naționale
... cel mai prețios material istoric cu privire la epoca aceasta l-am aflat în arhivele cancelariei aulice și în arhiva comisiuni Jancoviciane. Actele descoperite aici ne dezvelesc înaintea ochilor o lume cu totul necunoscută din suferințele și faptele părinților noștri; ele răstoarnă în mod deciziv rătăcirile scriitorilor străini, ce apucase literatura modernă se îmbrace costumul verității istorice”—Nicolae Densușianu
La data de 10 martie 1884 Ion Brătianu îl numește pe Nicolae Densușianu translator pe lângă Marele Stat Major. În acel an este numit, prin Înalt Decret Regal, bibliotecar și translator al Marelui Stat Major, funcție pe care o va îndeplini timp de douăzeci și șapte de ani, până la moartea sa. În noua calitate, elaboreaza un nou regulament al bibliotecii, stabilește realizarea unui catalog alfabetic pe bilete mobile (un catalog modern pe fișe), un catalog pentru hărți și un catalog sumar pentru arhivă, și propune conducerii ministerului stabilirea dreptului de depozit legal partial pentru toate publicațiile editate în armată. În anul următor, elaborează și publică a treia și cea mai completă ediție a Catalogului tipărit al bibliotecii, în care lucrările sunt clasificate după modelul propus de bibliotecarul american Melvil Dewey (v. |art. în engleză), în 1876, sistem premergător clasificării zecimale universale.
În anul 1885 Academia Română îl premiază pe N. Densușianu pentru lucrarea Revoluțiunea lui Horea în Transilvania și Ungaria 1784-1785 și îi este răsplătit efortul printr-o primă de 5.000 lei.
În anul 1895 este rugat de Ministerul de Război să întocmească o lucrare despre căpitanii Armatei Române. Densușianu scrie lucrarea și îi dă titlul Domnii glorioși și Căpitanii celebri ai țerilor române, din care cităm un pasaj:
„Istoria poporului român din cele mai vechi timpuri și până în zilele noastre este numai o lungă serie de lupte uriașe răsboinice, ce a trebuit să le susțină cu multă vitejie și devotament poporul român pentru apărarea țerilor române, a naționalității, limbii, religiunii și libertăților sale.”
La data de 1 aprilie 1897 este avansat ca Șef de birou Clasa II în cadrul Statului Major al Armatei.
Densușianu moare la data de 24 martie 1911 și este înmormântat la cimitirul Bellu din București.

## Opera

### Cărți
- 1877 L'Élément latin en Orient. Les Roumains du Sud. Macédoine, Thessalie, Épire, Thrace, Albanie, împreună cu Frédéric Damé
- 1880 Cercetări istorice în arhivele și bibliotecile Ungariei și ale Transilvaniei, 38 de volume manuscris, copie a documentelor adunate prin diversele biblioteci din România și străinătate
- 1884 Revoluțiunea lui Horea în Transilvania și Ungaria 1784-1785
- 1885 Monumente pentru istoria țerii Făgărașului
- 1885 Note critice asupra scrierii lui D. Xenopol, Teoria lui Rösler, București
- 1886 Documente privitoare la Istoria Românilor 1199-1345; documentele însumează 4882 pagini și au fost grupate în 6 volume; publicarea acestor volume a început în 1887 și s-a finalizat în 1897.
- 1895 Domnii glorioși și Căpitanii celebri ai țerilor române, în 2 volume
- 1904: Aniversarea de patru secule de la moartea lui Ștefan cel Mare, domnul Moldovei (2 iulie 1504), București
- Dacia preistorică, publicată postum în 1913
- Istoria militară a poporului român începând din cele mai vechi timpuri până în secolul al XVII, lucrare în manuscris nefinalizată și publicată postum în 2002: Istoria militară a poporului român, Nicolae Densușianu și I. Oprișan, Editura Vestala, 463 pagini

### Articole
- Între anii 1885 - 1904 publică în Jahresberichte der Geschichtsrevissenschaft rapoarte dspre activitatea istorică și filologică sub titlul Rumänien.
- 1893 publică în Gazeta Transilvaniei studiile Independența bisericească a Mitropoliei române de Alba-Iulia, Conciliile provinciale din 1872 ;i 1882. Manifestul de unire cu biserica Romei din 7 Oct. 1698. Textul original român și traducțiunea latină falsă. Istoricii români despre unirea bisericească cu Roma și foloasele unirei, Cercetare istorică-critică despre relațiunile bisericii române din Mitropolia Albei-Iulia cu Biserica Romei

### Studii
- 1901 România Militară
- 1901 Originea și importanța istorică a cavaleriei române
- 1909 Răsboiul din 1330 între Carol Robert regele Ungariei și Basarab Voevodul Țerii-Românești publicat în Buletinul Armatei și Marinei numărul 5 din luna mai
- 1909 Răsboiul de la 1369-1370 între Ludovic I Regele Ungariei și Vladislav Basarab Domnul Țerii Românești publicat în Buletinul Armatei și Marinei numărul 9 din luna septembrie